# 969.
◄ | 9. stoljeće | 10. stoljeće | 11. stoljeće | ►
◄ | 930-ih | 940-ih | 950-ih | 960-ih | 970-ih | 980-ih | 990-ih | ►
◄◄ | ◄ | 966. | 967. | 968. | 969. | 970. | 971. | 972. | ► | ►►
Astronomija • Knjige • Književnost • Kršćanstvo • Pravo • Promet

## Događaji
- Fatimidske trupe zauzimaju Egipat, nakon čega fatimidski kalifi odlučuju tamo premjestiti prijestolnicu iz Kairuana (u današnjem Tunisu); odabrana je nova lokacija sjeverno od Fustata koja će postati današnji Kairo.
- 28. listopada – Arapsko-bizantski ratovi: Bizantski vojskovođa Mihailo Burces zauzima dio Antiohije, a tri dana kasnije, nakon dolaska pojačanja pod Petrom Fokom i cijeli grad.

## Vanjske poveznice
|  | Zajednički poslužitelj ima još gradiva o temi 969. |